# Бакланова Тетяна Германівна
Тетя́на Ге́рманівна Бакла́нова (27 жовтня 1972, Маріуполь) — українська шахістка, майстер спорту України міжнародного класу — 1994, кавалер ордена «За заслуги» 3 ступеня — 1996, заслужений майстер спорту України.
Її рейтинг станом на січень 2020 року — 2213 (391-ше місце у світі, 14-те — серед шахісток України).
Тренується у В. Алтухової, В. Кузнецова, С. Ковальова, Юрія Зуєва, від 1988 року виступає за спортивний клуб «Азовсталь» (Маріуполь). 1997 року закінчила Міжрегіональну академію управління персоналом.

### Спортивні досягнення
- Чемпіонка України із шахів серед жінок-інвалідів з вадами слуху
  - 1995, Бровари,
  - 1998, Львів
- Чемпіонка світу
  - 1996, Роттердам,
  - 1998, Люцерн,
  - 2016, Єреван — у бліці та класиці
- бронзова призерка чемпіонату України з шахів серед жінок, 1995.

## Відзнаки та нагороди
- Орден «За заслуги» I ст. (14 березня 2024) — за досягнення високих спортивних результатів на ХХ зимових Дефлімпійських іграх в м. Ерзурум (Турецька Республіка), виявлені самовідданість та волю до перемоги, утвердження міжнародного авторитету України[1]
- Орден «За заслуги» II ст. (26 грудня 2019) — за досягнення високих спортивних результатів на XIX зимових Дефлімпійських іграх 2019 року в Італійській Республіці, виявлені самовідданість та волю до перемоги, утвердження міжнародного авторитету України[2]
- Орден «За заслуги» III ст. (14 грудня 1996) — за вагомі особисті заслуги у розвитку фізичної культури і спорту, високий професіоналізм[3]